# Вулкан Черского
Вулкан Черского (Хара-Болдок (бур. Хара болдог) — «чёрный бугор», Уляборский) — потухший вулкан типа шлаковый конус в Тункинской котловине, близ курорта Аршан в Тункинском районе Бурятии.

## География
Расположен в 7 километрах к юго-востоку от курорта Аршан, примерно в 2,5 километрах к северо-востоку от села Хурай-Хобок.

## Топонимика
Назван в честь географа и геолога Ивана Дементьевича Черского, исследовавшего Восточный Саян в 1873—1876 годах и опубликовавшего первое описание вулкана, по предложению геолога Николая Флоренсова. Ещё ранее это название предлагал присвоить Александр Чекановский. Среди местных бурят вулкан носит название Хара-Болдок, происходящее от бурятского хара — «чёрный» и болдог — «холм», «бугор», «кочка». Ещё одно название вулкана — Уляборский — связано с бурятским улабар — «красноватый».

## Описание
Абсолютная высота горы составляет 881 метр над уровнем моря, относительная высота — 100—150 метров. Диаметр конуса — 650—800 метров, на вершине имеется кратерообразное углубление, из-за которого сверху вулкан напоминает подкову. Конус шлаковый, сложен пористыми породами, преимущественно афролитовой лавой и мелкими туфами.
Предположительно, имеет плейстоценовый возраст. 16—15 миллионов лет назад днище Тункинской котловины, входящей в Байкальскую рифтовую зону, медленно прогибалось, а древние Саянские горы вновь поднимались. В это время происходило активное излияние базальтов из трещин. Активный вулканизм наблюдался здесь и 2 миллиона лет назад, когда в котловине накопились туфогенно-осадочные отложения мощностью 200—250 метров. Также активные вулканические процессы происходили в Тункинской котловине 10—20 тысяч лет назад, по долине текли потоки лавы длиной в несколько десятков километров.
В настоящее время вулкан покрыт сосновым и еловым лесом, однако его конус сохранился довольно хорошо.

## Охрана
14 октября 1980 года постановлением Совета министров Бурятской АССР № 304 потухший вулкан Хара-Болдок объявлен региональным памятником природы.